# Падура, Леонардо
Леона́рдо Паду́ра Фуэ́нтес (исп. Leonardo Padura Fuentes; 9 октября 1955, Гавана, Куба) — кубинский писатель и журналист. Книги Леонардо Падуры переведены на английский, немецкий, французский, итальянский, португальский, китайский и другие языки.

## Биография
Окончил Гаванский университет по специальности «Литература Латинской Америки». С 1980 года работал в журнале Caimán Barbudo. В 1989 году начал карьеру писателя.

## Творчество
Автор киносценариев, нескольких сборников новелл и серии социальных романов с детективной интригой и сквозным главным героем, лейтенантом Марио Конде. Первые четыре составили тетралогию Времена года (1991—1998). В 2005 году к ним прибавились еще два: Прощай, Хемингуэй и Вчерашний туман. Международную известность ему принёс исторический роман 2009 года Человек, который любил собак о высланном из СССР революционере Льве Троцком и убившем его Рамоне Меркадере, отмеченный национальной премией Кубы по литературе 2012 года.
Один из сценаристов фильма «Семь дней в Гаване» (2012), режиссёры — Лоран Канте, Бенисио дель Торо, Хулио Медем, Гаспар Ноэ, Пабло Траперо и др., в ролях Джош Хатчерсон, Даниэль Брюль и Эмир Кустурица.

## Избранные произведения
- Según pasan los años / Так проходят годы (1989, новеллы)
- Pasado perfecto / Безупречное прошлое (1991)
- Vientos de cuaresma / Ветер на Великий пост (1994, Национальная литературная премия)
- Un camino de medio siglo: Alejo Carpentier y la narrativa de lo real maravilloso / Путь за полвека. Алехо Карпентьер и роман о чудесной реальности (1994, эссе)
- Mascaras / Маски (1997)
- La puerta de Alcalá y otras cacerías / Ворота Алькала и другие трофеи (1997, новеллы)
- Paisaje de otoño / Осенний пейзаж (1998)
- Modernidad, posmodernidad y novela policial / Модерн, постмодерн и детективный роман (2000, эссе)
- La novela de mi vida / Роман о моей жизни (2002)
- Adiós Hemingway / Прощай, Хемингуэй (2005, Немецкая премия за криминальный роман)
- La neblina del ayer / Вчерашний туман (2005)
- El hombre que amaba a los perros / Человек, который любил собак (2009, роман о Рамоне Меркадере, готовится его экранизация)
- La cola de la serpiente / Хвост змеи (2011)
- Herejes / Еретики (2013)

## Публикации на русском языке
- «Прощай, Хемингуэй». СПб.: Астрель, 2010
- «Злые ветры дуют в великий пост». Corpus, 2010

## Награды
- Премия Хэммета, которую присуждает Международная ассоциация авторов детективов (1998, 1999)
- Кавалер ордена Звезды итальянской солидарности (Италия, 2009)[2]
- Премия Роже Каюа (2011)
- Орден Искусств и литературы (Франция, 2013)
- Премия принцессы Астурийской (2015)